# 格溫貝縣

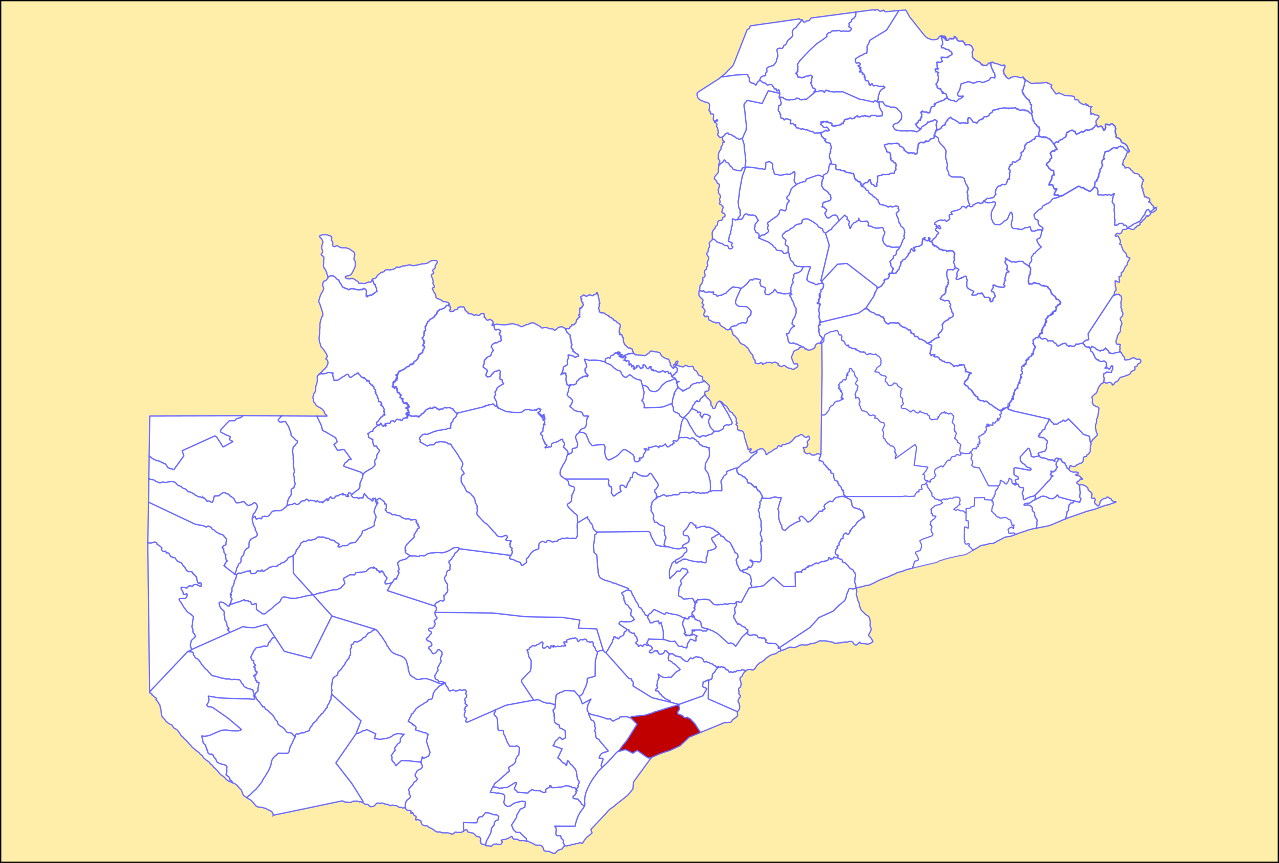

16°30′S 28°00′E / 16.500°S 28.000°E
格溫貝縣（英語：Gwembe District），是贊比亞的縣份，位於該國南部，由南部省負責管轄，首府設於格溫貝，面積3,879平方公里，2010年人口53,117，人口密度每平方公里13.7人。